# My Deer Hunter Dad
Pour plus de détails, voir Fiche technique et Distribution.
My Deer Hunter Dad (The Legacy of a Whitetail Deer Hunter) est une comédie américaine coécrite et réalisée par Jody Hill, sortie en 2018.

## Synopsis
Un chasseur renommé, Buck Ferguson, accompagné de son fidèle caméraman, emmène son fils Jaden pour un week-end d'aventure et de chasse afin de renouer avec lui. Peu intéressé par son activité, Jaden décide de gâcher leur séjour et refuse de se rapprocher de son père qui s'est éloigné de lui lorsqu'il s'est séparé de sa mère.

## Fiche technique
- Titre original : The Legacy of a Whitetail Deer Hunter
- Titre français : My Deer Hunter Dad
- Réalisation : Jody Hill
- Scénario : Jody Hill, John Carcieri et Danny McBride
- Musique : Joseph Stephens Jr.
- Montage : Jeff Seibenick
- Photographie : Eric Treml
- Production : Scott Rudin
- Sociétés de production : Rough House Pictures et Scott Rudin Productions
- Sociétés de distribution : Netflix
- Pays d'origine :  États-Unis
- Langue originale : anglais
- Durée : 83 minutes
- Format : couleur
- Genre : comédie
- Dates de sortie :
  -  Mondial : 6 juillet 2018 sur Netflix

## Distribution
- Josh Brolin (VF : Philippe Vincent) : Buck Ferguson
- Danny McBride (VF : Thibaut Lacour) : Don
- Carrie Coon (VF : Josy Bernard) : Caroline Ferguson
- Scoot McNairy (VF : Thomas Roditi) : Greg
- Montana Jordan (VF : Kaycie Chase) : Jaden Ferguson
- Rory Scovel : Scotty